# Michael Romeo
Pour les articles homonymes, voir Romeo.
Michael Romeo, né le 6 mars 1968, est le guitariste et leader fondateur du groupe de metal progressif Symphony X. Son jeu de guitare inspiré d'Yngwie Malmsteen est très virtuose et néoclassique dans les sonorités. Il a auparavant enregistré un album solo, The Dark Chapter.
Son premier déclic fut Al Di Meola, puis par la suite le guitariste suédois Yngwie Malmsteen, auquel il voue une grande admiration. Il a participé à tous les albums de Symphony X (dont il est le principal compositeur) en compagnie du claviériste Michael Pinnella avec qui il se livre à des duels de solos.
Il a auparavant fait partie du groupe Phantom's Opera qu'il a quitté après le premier album pour divergences musicales mais a été invité à jouer sur deux morceaux du second.
Romeo propose des soli techniques, agrémentés de tapping et de sweeping, sa botte secrète étant ses vagues d'arpèges jouées en tapping avec sauts de cordes. Il peut atteindre des vitesses impressionnantes, tout en restant très propre. De même son jeu rythmique est original, basé sur des rythmes saccadés et cadencés. Sa musique fait preuve d'une grande connaissance harmonique avec des compositions modulantes et élaborées ainsi que des orchestrations classiques voire symphoniques. Notons également sa science des accords qu'il exploite en arpèges.
Romeo utilise quantités d'échelles musicales avec une nette prédilection pour les gammes mineures et diminuées. 
La difficulté des soli de Michael réside aussi dans l'utilisation parfaite de l'economy picking et d'un doigté "parfait" (utilisation de tous les doigts, et également des démanchés impressionnants).
En plus de son jeu très rapide et technique, Michael déborde de musicalité et est considéré comme l'un des meilleurs guitaristes de sa catégorie, doublé d'un grand riffeur et d'un grand compositeur/arrangeur.
Il est également l'auteur d'une vidéo pédagogique The guitar chapter.
Michael a joué sur les deux albums solo de Timo Kotipelto: Waiting for the Dawn et Coldness

## Discographie

### Albums solo
- The Dark Chapter (1994)
- War of the Worlds, Pt. 1 (2018)
- War of the Worlds, Pt. 2 (2022)

### Invité
- "Desperation (Part I-IV)" (Redemption) - Redemption (2003)
- "Dawn of a Million Souls" (Universal Migrator Part 2: Flight of the Migrator) - Ayreon (2000)
- "E=mc²" (01011001) - Ayreon (2008)
- "Fate Of Man" (Revel In Time) - Star One (2022)